# 5-та легка піхотна дивізія (Третій Рейх)
Не варто плутати з 5-ю легкою дивізією
5-та легка піхотна дивізія (Третій Рейх) (нім. 5. Leichte Infanterie-Division) — легка піхотна дивізія Вермахту за часів Другої світової війни.

## Історія
5-та легка піхотна дивізія була створена 1 грудня 1941 року шляхом реформування 5-ї піхотної дивізії (нім. 5. Infanterie-Division) Вермахту.

## Райони бойових дій
- Франція (грудень 1941 — лютий 1942);
- СРСР (північний напрямок) (лютий — липень 1942).

## Командування

### Командири
- генерал від інфантерії Карл Альмендінгер (нім. Karl Allmendinger) (1 грудня 1941 — 6 липня 1942).
- оберст Вальтер Йост (нім. Walter Jost; червень-липень 1942; ТВО)

## Нагороджені дивізії
Нагороджені дивізії
|  | Кавалери Нагрудного знаку ближнього бою в золоті                                                           | 1 |
|  | Кавалери Золотого Німецького Хреста                                                                        | 118 |
|  | Кавалери Срібного Німецького Хреста                                                                        | 1 |
|  | Кавалери Лицарського хреста Залізного хреста з Дубовим листям                                              | 7 (№153 генерал-лейтенант Карл Альмендінгер — 13.12.1942 № 386 гауптман Гюнтер Гільт — 08.02.1944 № 30 ротмістр Горст Німак — 10.08.1941 № 770 гауптман Гельмут Реншлер — 11.03.1945 № 472 майор Макс Заксенгаймер — 14.05.1944 № 772 генерал-лейтенант Фрідріх Зікст — 11.03.1945 № 166 оберст Гельмут Тумм — 23.12.1942) |
|  | Кавалери Лицарського хреста Залізного хреста                                                               | 42 |
|  | Кавалери Почесної відзнаки сухопутних військ «Почесна застібка на орденську стрічку для Сухопутних військ» | 30 |
|  | Кавалери ордену Хрест Свободи з мечами (Фінляндія)                                                         | 1 |

- Нагороджені Сертифікатом Пошани Головнокомандувача Сухопутних військ (81)